# Ptasie wesele

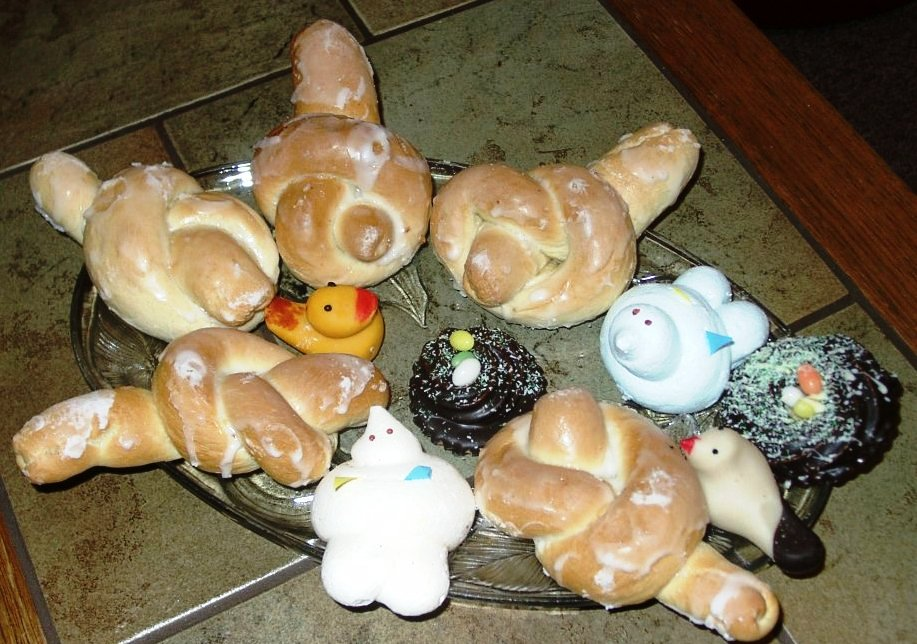
Ciastka w kształcie ptaszków, wypiekane na ptasie wesele

Ptasie wesele (górnołuż. Ptači kwas, dolnołuż. Ptaškowa swajźba) – serbołużycki obyczaj ludowy.
Obchodzone 25 stycznia ptasie wesele wywodzi się z przedchrześcijańskich obrzędów, związanych z kultem przodków. W dniu tym dzieci wystawiają w otwartych oknach talerze, które wypełniane są następnie słodyczami oraz specjalnie pieczonymi na ten dzień ciasteczkami w kształcie ptaszków. Słodkości są nagrodą dla dzieci za dokarmianie ptaków w czasie zimy. Termin święta jest ściśle związany z cyklem przyrody, około końca stycznia niektóre gatunki ptaków zaczynają bowiem wić gniazda i składać jaja. W dniu ptasiego wesela dzieci tradycyjnie wystawiają przedstawienie, którego treścią są zaślubiny sroki i kruka/gawrona.

Znaczek poczty NRD z 1982 roku, przedstawiający zwyczaj ptasiego wesela

Współcześnie ptasie wesele jest obchodzone jako jedno z najważniejszych wydarzeń w życiu kulturalnym Serbołużyczan, z inicjatywy organizacji kulturalnych organizowane są z tej okazji liczne imprezy plenerowe.
O tradycji ptasiego wesela odpowiadają takie utwory jak niemiecka piosenka ludowo-dziecięca Die Vogelhochzeit oraz Kto ma być panną młodą? – jedyna zachowana drzewiańska (połabska) pieśń ludowa.